# Permanent Waves Tour
Il Permanent Waves Tour è il settimo tour ufficiale della band canadese Rush. Il tour è composto da 2 parti: il Permanent Waves Warm-Up Tour, ed il Permanent Waves Tour propriamente detto.

## Permanent Waves Warm-Up Tour

### Storia
Per la prima volta nella loro storia i Rush intraprendono un tour di riscaldamento di 19 date che anticipa le sedute di registrazione di un nuovo album. Il Permanent Waves Warm-Up Tour, della durata di poco superiore ad un mese, precede l'ingresso in studio per le registrazioni dell'album Permanent Waves; talvolta viene indicato anche con il nome Semi-tour of Some of the Hemispheres.
Il tour si sviluppa tra Stati Uniti, Canada ed Inghilterra.
Gruppi di spalla per i Rush: FM, Wild Horses, Pat Travers. Uno show viene svolto nell'ambito del festival musicale "Farewell to a Texas Summer Festival" dove i Rush si esibiscono come una delle attrazioni di punta.
Durata approssimativa dello show: 100/110 minuti.

### Scaletta
In questo mini tour vengono testate un paio di canzoni che faranno parte del futuro album Permanent Waves: Freewill e The Spirit of Radio, entrambe ancora prive di un assolo di chitarra definitivo. La scaletta, che include nel finale un medley tra 5 brani che si chiude con l'assolo di batteria, non subisce nessuna modifica nel corso del tour.
- 2112 (abbreviata, senza Oracle: The Dream)
- A Passage to Bangkok
- By-Tor and the Snow Dog (abbreviata)
- Xanadu
- The Spirit of Radio (brano ancora inedito)
- The Trees
- Cygnus X-1
- Hemispheres (abbreviata)
- Closer to the Heart
- Freewill (brano ancora inedito)
- Medley 
 Working Man 
 Finding My Way (abbreviata) 
 Anthem (abbreviata) 
 Bastille Day (abbreviata) 
 In the Mood (abbreviata)
- Assolo di batteria
- bis: La Villa Strangiato

## Permanent Waves Tour

### Storia
Corposo tour a sostegno dell'album Permanent Waves, che si sviluppa ancora una volta tra Canada, Stati Uniti e Gran Bretagna, nella prima metà del 1980. Il tour prevede 101 repliche, 3 delle quali vengono però annullate.
Aprono gli show per i Rush: Max Webster, 38 Special, Saxon, Quartz, Roadmaster, Saga.
Durante questo tour si registrano affluenze di pubblico ancora superiori rispetto ai tour precedenti, con numerose date che registrano il tutto esaurito già in fase di prevendita. Nel suo insieme (incluse quindi le date di riscaldamento) il pubblico presente agli show supera le 850.000 unità.
Per questo tour viene allestito un apparato luminoso molto complesso.
Durata approssimativa dello show: 120/130 minuti.
Come di consueto per il Permanent Waves Tour è stato reso disponibile il Tourbook (in formato più grande rispetto a quelli prodotti in passato); libretto contenente foto ed informazioni riguardanti la genesi del nuovo album, su testi di Peart, lo staff impegnato nella organizzazione del tour, e schede sui singoli componenti del gruppo.

### Scaletta
La scaletta, che rimane uguale per tutta la durata del tour, vede l'inserimento di alcuni brani estratti dal nuovo album Permanent Waves. Nella parte terminale dell'esibizione i Rush propongono un medley di alcuni dei brani più datati.
- 2112 (abbreviata, senza Oracle: The Dream)
- Freewill
- By-Tor and the Snow Dog (abbreviata)
- Xanadu
- The Spirit of Radio
- Natural Science
- A Passage to Bangkok
- The Trees
- Cygnus X-1 (abbreviata)
- Hemispheres (abbreviata)
- Closer to the Heart
- Beneath, Between & Behind (abbreviata)
- Jacob's Ladder
- Medley 
 Working Man 
 Finding My Way (abbreviata) 
 Anthem (abbreviata) 
 Bastille Day (abbreviata) 
 In the Mood (abbreviata)
- Assolo di batteria
- bis: La Villa Strangiato

## Formazione
- Geddy Lee – basso elettrico, voce, tastiere, bass pedals, chitarra elettrica
- Alex Lifeson – chitarra elettrica, chitarra acustica, bass pedals, cori
- Neil Peart – batteria, percussioni

## Date
Calendario completo del tour
| Prima Leg (Permanent Waves Warm-Up Tour) |                |                       |                                                  |                                                                                  |
|                                          |                |                       |                                                  |                                                                                  |
| Data                                     | Città          | Paese                 | Luogo                                            | Note                                                                             |
| 17 agosto 1979                           | Davenport      | Stati Uniti d'America | RKO Orpheum Theatre                              |                                                                                  |
| 18 agosto 1979                           | Dubuque        | Stati Uniti d'America | Five Flags Arena                                 |                                                                                  |
| 19 agosto 1979                           | Chicago        | Stati Uniti d'America | Comiskey Park                                    |                                                                                  |
| 21 agosto 1979                           | Charleston     | Stati Uniti d'America | Charleston Civic Center                          |                                                                                  |
| 22 agosto 1979                           | Largo          | Stati Uniti d'America | Capital Center                                   |                                                                                  |
| 24 agosto 1979                           | Hamilton       | Canada                | Ivor Wynne Stadium                               |                                                                                  |
| 26 agosto 1979                           | Dallas         | Stati Uniti d'America | Cotton Bowl, Farewell to a Texas Summer Festival | con Foghat, Pat Travers, Billy Thorpe, Little River Band, Point Blank, Joan Jett |
| 29 agosto 1979                           | Lansing        | Stati Uniti d'America | Civic Center                                     |                                                                                  |
| 30 agosto 1979                           | Saginaw        | Stati Uniti d'America | Wendler Arena                                    |                                                                                  |
| 31 agosto 1979                           | Dayton         | Stati Uniti d'America | Hara Arena                                       |                                                                                  |
| 2 settembre 1979                         | Toronto        | Canada                | Varsity Stadium                                  |                                                                                  |
| 5 settembre 1979                         | Lexington      | Stati Uniti d'America | Rupp Arena                                       |                                                                                  |
| 7 settembre 1979                         | Cedar Rapids   | Stati Uniti d'America | Five Seasons Theatre                             |                                                                                  |
| 8 settembre 1979                         | East Troy      | Stati Uniti d'America | Alpine Valley Amphitheatre                       |                                                                                  |
| 9 settembre 1979                         | Mount Pleasant | Stati Uniti d'America | Rose Arena, Central Michigan University          |                                                                                  |
| 10 settembre 1979                        | Detroit        | Stati Uniti d'America | Pine Knob Music Theatre                          | recupero data prevista per il 28 agosto                                          |
| 12 settembre 1979                        | Allentown      | Stati Uniti d'America | Allentown Fairgrounds                            |                                                                                  |
| 21 settembre 1979                        | Stafford       | Inghilterra           | New Bingley Hall                                 |                                                                                  |
| 22 settembre 1979                        | Stafford       | Inghilterra           | New Bingley Hall                                 |                                                                                  |
| Seconda Leg (Permanent Waves Tour)       |                |                       |                                                  |                                                                                  |
|                                          |                |                       |                                                  |                                                                                  |
| Data                                     | Città          | Paese                 | Luogo                                            | Note                                                                             |
| 17 gennaio 1980                          | Fredericton    | Canada                | Aitken Centre                                    |                                                                                  |
| 18 gennaio 1980                          | Moncton        | Canada                | Moncton Coliseum                                 |                                                                                  |
| 19 gennaio 1980                          | Halifax        | Canada                | Halifax Metro Centre                             |                                                                                  |
| 20 gennaio 1980                          | Montréal       | Canada                | The Forum                                        |                                                                                  |
| 21 gennaio 1980                          | Montréal       | Canada                | The Forum                                        |                                                                                  |
| 22 gennaio 1980                          | Albany         | Stati Uniti d'America | Palace Theatre                                   |                                                                                  |
| 23 gennaio 1980                          | Albany         | Stati Uniti d'America | Palace Theatre                                   |                                                                                  |
| 24 gennaio 1980                          | Rochester      | Stati Uniti d'America | War Memorial                                     |                                                                                  |
| 26 gennaio 1980                          | Poughkeepsie   | Stati Uniti d'America | Mid-Hudson Civic Center                          |                                                                                  |
| 27 gennaio 1980                          | Binghamton     | Stati Uniti d'America | Broome County Arena                              |                                                                                  |
| 29 gennaio 1980                          | Birmingham     | Stati Uniti d'America | Boutwell Auditorium                              |                                                                                  |
| 30 gennaio 1980                          | Atlanta        | Stati Uniti d'America | The Omni                                         |                                                                                  |
| 1º febbraio 1980                         | Oklahoma City  | Stati Uniti d'America | Myriad Convention Center                         |                                                                                  |
| 2 febbraio 1980                          | Fort Worth     | Stati Uniti d'America | Tarrant County Convention Center                 |                                                                                  |
| 3 febbraio 1980                          | San Antonio    | Stati Uniti d'America | Convention Center Arena                          |                                                                                  |
| 5 febbraio 1980                          | Houston        | Stati Uniti d'America | Sam Houston Coliseum                             |                                                                                  |
| 6 febbraio 1980                          | Corpus Christi | Stati Uniti d'America | The Coliseum                                     |                                                                                  |
| 7 febbraio 1980                          | Austin         | Stati Uniti d'America | Austin Municipal Auditorium                      |                                                                                  |
| 8 febbraio 1980                          | Dallas         | Stati Uniti d'America | Dallas Convention Center                         |                                                                                  |
| 9 febbraio 1980                          | Tulsa          | Stati Uniti d'America | Assembly Center                                  |                                                                                  |
| 10 febbraio 1980                         | Wichita        | Stati Uniti d'America | Kansas Coliseum                                  |                                                                                  |
| 11 febbraio 1980                         | Saint Louis    | Stati Uniti d'America | Kiel Auditorium                                  |                                                                                  |
| 12 febbraio 1980                         | Saint Louis    | Stati Uniti d'America | Kiel Auditorium                                  |                                                                                  |
| 13 febbraio 1980                         | Saint Louis    | Stati Uniti d'America | Kiel Auditorium                                  | esibizione radiodiffusa                                                          |
| 15 febbraio 1980                         | Evansville     | Stati Uniti d'America | Roberts Stadium                                  |                                                                                  |
| 16 febbraio 1980                         | Dayton         | Stati Uniti d'America | University of Dayton Arena                       |                                                                                  |
| 17 febbraio 1980                         | Detroit        | Stati Uniti d'America | Joe Lewis Arena                                  |                                                                                  |
| 18 febbraio 1980                         | Richfield      | Stati Uniti d'America | Richfield Coliseum                               |                                                                                  |
| 19 febbraio 1980                         | Detroit        | Stati Uniti d'America | Joe Lewis Arena                                  |                                                                                  |
| 27 febbraio 1980                         | Kansas City    | Stati Uniti d'America | Kemper Arena                                     |                                                                                  |
| 1º marzo 1980                            | Denver         | Stati Uniti d'America | McNichols Arena                                  |                                                                                  |
| 2 marzo 1980                             | Albuquerque    | Stati Uniti d'America | Tingley Coliseum                                 |                                                                                  |
| 3 marzo 1980                             | Tucson         | Stati Uniti d'America | Community Centre                                 |                                                                                  |
| 4 marzo 1980                             | Phoenix        | Stati Uniti d'America | Veterans Memorial Coliseum                       |                                                                                  |
| 6 marzo 1980                             | San Diego      | Stati Uniti d'America | Sports Arena                                     |                                                                                  |
| 7 marzo 1980                             | San Bernardino | Stati Uniti d'America | Swing Auditorium                                 |                                                                                  |
| 9 marzo 1980                             | Long Beach     | Stati Uniti d'America | Long Beach Arena                                 |                                                                                  |
| 10 marzo 1980                            | Los Angeles    | Stati Uniti d'America | Great Western Forum                              |                                                                                  |
| 11 marzo 1980                            | Fresno         | Stati Uniti d'America | Selland Arena                                    |                                                                                  |
| 13 marzo 1980                            | Sacramento     | Stati Uniti d'America |                                                  | data cancellata                                                                  |
| 14 marzo 1980                            | San Francisco  | Stati Uniti d'America | The Cow Palace                                   |                                                                                  |
| 15 marzo 1980                            | San Francisco  | Stati Uniti d'America | The Cow Palace                                   |                                                                                  |
| 16 marzo 1980                            | Eugene         | Stati Uniti d'America | McArthur Court                                   |                                                                                  |
| 18 marzo 1980                            | Seattle        | Stati Uniti d'America | Seattle Center Coliseum                          |                                                                                  |
| 19 marzo 1980                            | Seattle        | Stati Uniti d'America | Seattle Center Coliseum                          |                                                                                  |
| 20 marzo 1980                            | Portland       | Stati Uniti d'America | Memorial Coliseum                                |                                                                                  |
| 21 marzo 1980                            | Spokane        | Stati Uniti d'America | Spokane Coliseum                                 |                                                                                  |
| 23 marzo 1980                            | Edmonton       | Canada                | Northlands Coliseum                              |                                                                                  |
| 24 marzo 1980                            | Calgary        | Canada                | Max Bell Arena                                   |                                                                                  |
| 25 marzo 1980                            | Calgary        | Canada                | Max Bell Arena                                   |                                                                                  |
| 27 marzo 1980                            | Victoria       | Canada                | Memorial Arena                                   |                                                                                  |
| 28 marzo 1980                            | Nanaimo        | Canada                | Beban Park Arena                                 |                                                                                  |
| 29 marzo 1980                            | Vancouver      | Canada                | Pacific Coliseum                                 |                                                                                  |
| 31 marzo 1980                            | Regina         | Canada                | Agridome                                         |                                                                                  |
| 1º aprile 1980                           | Winnipeg       | Canada                | Winnipeg Arena                                   |                                                                                  |
| 3 aprile 1980                            | Chicago        | Stati Uniti d'America | International Amphitheatre                       |                                                                                  |
| 4 aprile 1980                            | Chicago        | Stati Uniti d'America | International Amphitheatre                       |                                                                                  |
| 5 aprile 1980                            | Chicago        | Stati Uniti d'America | International Amphitheatre                       |                                                                                  |
| 6 aprile 1980                            | Chicago        | Stati Uniti d'America | International Amphitheatre                       |                                                                                  |
| 17 aprile 1980                           | Milwaukee      | Stati Uniti d'America | Milwaukee Auditorium                             |                                                                                  |
| 18 aprile 1980                           | Milwaukee      | Stati Uniti d'America | Milwaukee Auditorium                             |                                                                                  |
| 19 aprile 1980                           | Milwaukee      | Stati Uniti d'America | Milwaukee Auditorium                             |                                                                                  |
| 20 aprile 1980                           | Madison        | Stati Uniti d'America | Dane County Coliseum                             |                                                                                  |
| 22 aprile 1980                           | Green Bay      | Stati Uniti d'America | Brown County Arena                               |                                                                                  |
| 23 aprile 1980                           | Kalamazoo      | Stati Uniti d'America | Wings Stadium                                    |                                                                                  |
| 24 aprile 1980                           | Toledo         | Stati Uniti d'America | Sports Arena                                     |                                                                                  |
| 26 aprile 1980                           | Louisville     | Stati Uniti d'America | Louisville Gardens                               |                                                                                  |
| 27 aprile 1980                           | Indianapolis   | Stati Uniti d'America | Market Square Arena                              |                                                                                  |
| 28 aprile 1980                           | Fort Wayne     | Stati Uniti d'America | Fort Wayne Coliseum                              |                                                                                  |
| 29 aprile 1980                           | Columbus       | Stati Uniti d'America | St. John Arena                                   |                                                                                  |
| 8 maggio 1980                            | New York       | Stati Uniti d'America | The Palladium                                    |                                                                                  |
| 9 maggio 1980                            | New York       | Stati Uniti d'America | The Palladium                                    |                                                                                  |
| 10 maggio 1980                           | New York       | Stati Uniti d'America | The Palladium                                    |                                                                                  |
| 11 maggio 1980                           | New York       | Stati Uniti d'America | The Palladium                                    |                                                                                  |
| 13 maggio 1980                           | Hershey        | Stati Uniti d'America | Hershey Park Arena                               |                                                                                  |
| 14 maggio 1980                           | Pittsburgh     | Stati Uniti d'America | Civic Arena                                      |                                                                                  |
| 16 maggio 1980                           | Providence     | Stati Uniti d'America | Civic Center                                     |                                                                                  |
| 17 maggio 1980                           | Yarmouth       | Stati Uniti d'America |                                                  | annullata per malattia                                                           |
| 18 maggio 1980                           | Portland       | Stati Uniti d'America |                                                  | annullata per malattia                                                           |
| 20 maggio 1980                           | New Haven      | Stati Uniti d'America | New Haven Coliseum                               |                                                                                  |
| 21 maggio 1980                           | Buffalo        | Stati Uniti d'America | Memorial Auditorium                              |                                                                                  |
| 22 maggio 1980                           | Utica          | Stati Uniti d'America | Memorial Auditorium                              |                                                                                  |
| 23 maggio 1980                           | Uniondale      | Stati Uniti d'America | Nassau Coliseum                                  |                                                                                  |
| 1º giugno 1980                           | Southampton    | Inghilterra           | Southampton Gaumont                              |                                                                                  |
| 2 giugno 1980                            | Southampton    | Inghilterra           | Southampton Gaumont                              |                                                                                  |
| 4 giugno 1980                            | Londra         | Inghilterra           | Hammersmith Odeon                                |                                                                                  |
| 5 giugno 1980                            | Londra         | Inghilterra           | Hammersmith Odeon                                |                                                                                  |
| 6 giugno 1980                            | Londra         | Inghilterra           | Hammersmith Odeon                                |                                                                                  |
| 7 giugno 1980                            | Londra         | Inghilterra           | Hammersmith Odeon                                |                                                                                  |
| 8 giugno 1980                            | Londra         | Inghilterra           | Hammersmith Odeon                                |                                                                                  |
| 10 giugno 1980                           | Glasgow        | Scozia                | The Apollo                                       | registrazioni per Exit... Stage Left                                             |
| 11 giugno 1980                           | Glasgow        | Scozia                | The Apollo                                       | registrazioni per Exit... Stage Left                                             |
| 12 giugno 1980                           | Newcastle      | Inghilterra           | City Hall                                        |                                                                                  |
| 13 giugno 1980                           | Newcastle      | Inghilterra           | City Hall                                        |                                                                                  |
| 15 giugno 1980                           | Leeds          | Inghilterra           | Queens Hall                                      |                                                                                  |
| 16 giugno 1980                           | Deeside        | Galles                | Deeside Leisure Centre                           |                                                                                  |
| 17 giugno 1980                           | Manchester     | Inghilterra           | The Apollo                                       |                                                                                  |
| 18 giugno 1980                           | Manchester     | Inghilterra           | The Apollo                                       |                                                                                  |
| 20 giugno 1980                           | Birmingham     | Inghilterra           | The Odeon                                        |                                                                                  |
| 21 giugno 1980                           | Leicester      | Inghilterra           | De Montfort Hall                                 |                                                                                  |
| 22 giugno 1980                           | Brighton       | Inghilterra           | Brighton Centre                                  |                                                                                  |

## Documentazione
Riguardo al Permanent Waves Tour sono reperibili le seguenti testimonianze audio e cartacee:
- Exit... Stage Left, album live del 1981, tracce A Passage to Bangkok, Closer to the Heart, Beneath, Between & Behind, Jacob's Ladder.
- Spirit of the Airwaves[8][9], album live del 2014 non incluso però nella discografia ufficiale del gruppo, Saint Louis, 13 febbraio 1980
- da Permanent Waves 40th anniversary edition: dallo show di Manchester del 17 giugno 1980: Beneath, Between & Behind, The Spirit of Radio, Natural Science, The Trees, Closer to the Heart, da uno show di Londra tra il 4 e l'8 giugno 1980: By-Tor & the Snow Dog, Xanadu, Cygnus X-1, Cygnus X-1 Book II Hemispheres, Freewill, dallo show di Saint Louis del 13 febbraio 1980: Jacob's Ladder
- da 2112 Deluxe edition: A Passage to Bangkok, Manchester, 17 giugno 1980.
- Permanent Waves Tourbook.